# Proitos (Vater der Maira)
Proitos (altgriechisch Προῖτος Proítos) ist in der griechischen Mythologie Sohn des Thersandros, Enkel des Sisyphos und Vater der Maira.
Laut Pherekydes von Athen und Eustathios von Thessalonike war er der Gemahl der Anteia.